# قلعة كهنة (شعبجرة)
قلعة كهنة (بالفارسية: قلعه کهنه) هي قلعة تاريخية تعود إلى عصر السلالة الصفوية، وتقع في مقاطعة كوهبنان.